# Удобний (Старошайговський район)
Удо́бний (рос. Удобный, ерз. Удобный) — селище у складі Старошайговського району Мордовії, Росія. Входить до складу Конопатського сільського поселення.
Населення — 4 особи (2010; 17 у 2002).
Національний склад (станом на 2002 рік):
- росіяни — 100 %